# 1963-as magyar gyeplabdabajnokság
Az 1963-as magyar gyeplabdabajnokság a harmincharmadik gyeplabdabajnokság volt. A bajnokságban nyolc csapat indult el, a csapatok két kört játszottak.

## Tabella
| #  | Csapat                   | M  | Gy | D | V  | G+ | G- | P  |
| -- | ------------------------ | -- | -- | - | -- | -- | -- | -- |
| 1. | Bp. Építők               | 14 | 10 | 4 | 0  | 40 | 3  | 24 |
| 2. | Bp. Postás               | 14 | 10 | 3 | 1  | 40 | 4  | 23 |
| 3. | BVSC                     | 14 | 9  | 4 | 1  | 39 | 15 | 22 |
| 4. | Kinizsi Sörgyár SK       | 14 | 7  | 2 | 5  | 37 | 19 | 16 |
| 5. | Építők Rózsa Ferenc SK   | 14 | 7  | 0 | 7  | 23 | 19 | 14 |
| 6. | Gödöllői Vasas           | 14 | 3  | 2 | 9  | 10 | 36 | 8  |
| 7. | Szabadsághegyi Pedagógus | 14 | 1  | 1 | 12 | 1  | 69 | 3  |
| 8. | Ceglédi VSE              | 14 | 0  | 2 | 12 | 8  | 32 | 2  |

* M: Mérkőzés Gy: Győzelem D: Döntetlen V: Vereség G+: Ütött gól G-: Kapott gól P: Pont